# 楊世
楊世（？—370年），氐人，是360年至370年間的仇池首領。
楊世是上任首領楊俊之子，360年繼位。368年，東晉以他為秦州刺史。他又向前秦稱臣，秦以他為南秦州刺史。他在370年去世。
| 前任： 楊俊 | 仇池首領 360年—370年 | 繼任： 楊統或楊纂 |